# M83 (группа)
M83 — французский музыкальный проект. Группа была основана в 2001 году Энтони Гонсалесом и Николя Фромажо в Антибе и названа в честь спиральной галактики Messier 83. Их пути разошлись вскоре после гастролей в поддержку второго альбома Dead Cities, Red Seas & Lost Ghosts, и теперь Гонсалес записывается в основном самостоятельно, часто с помощью брата Яна Гонсалеса, вокалистки и клавишницы Морган Кибби и барабанщика Лоика Морена.

## История
Весной 2001 года M83 выпустили одноимённый дебютный альбом. Релиз не привлёк большого внимания за пределами Европы до сентября 2005 года, когда Mute Records переиздал альбом во всех странах мира. Второй диск Dead Cities, Red Seas & Lost Ghosts, вышедший весной 2003 года (в Северной Америке летом 2004-го), получил хорошие отзывы критиков. По завершении мирового турне в поддержку Dead Cities Николя Фромажо покинул группу. Гонсалес вернулся в студию для записи третьего альбома Before the Dawn Heals Us, который вышел в январе 2005 года. В том же году он сделал ремикс на трек Bloc Party «The Pioneers», включённый в ремиксовый альбом группы под названием Silent Alarm Remixed. Кроме того, были записаны ремиксы от M83 для Placebo («Protège-Moi»), Goldfrapp («Black Cherry»), Depeche Mode («Suffer Well»), Van She («Kelly») и The Bumblebeez («Vila Attack»).
В 2006 году, после американского турне в поддержку Before the Dawn Heals Us, Энтони Гонсалес продолжал развивать музыкальное направление, заданное на предыдущих треках M83, и начал сочинять и записывать коллекцию эмбиент-работ. Альбом, записанный главным образом на его домашней студии при участии Антуана Геле, получил название Digital Shades Vol. 1 и вышел в сентябре 2007 года.
В декабре 2008 года M83 играли на разогреве у Kings of Leon в их турне по Великобритании. В январе и феврале 2009 года M83 «разогревали» The Killers на протяжении американского турне и гастролировали с Depeche Mode по Италии, Германии и Франции. В июле M83 выступали на фестивале Fuji Rock Festival в Японии.
Весной 2010 года Гонсалес принимал участие в написании музыки к фильму французского режиссёра Жиля Маршана L’Autre Monde. Саундтрек вышел 5 июля 2010 года и включал две новые песни M83 под названием «Black Hole» и «Marion’s Theme» вместе с пятью треками из бэк-каталога. Гонсалес в целом отрицательно относится к этой записи.
В 2011 году M83 выпустили двойной альбом Hurry Up, We’re Dreaming, выход которого предварял сингл «Midnight City». Сингл стал мировым хитом. Клип на него набрал более 300 миллионов просмотров на YouTube. Hurry Up, We’re Dreaming следом за синглом получил большое распространение. В 2012 году группа гастролировала по Европе совместно с Porcelain Raft.
Группа написала музыку для кинофильма «Обливион», вышедшего на экраны в 2013 году. Композиция Sister, Pt. 1, написанная Гонсалесом, вошла в состав официального саундтрека картины «Только Бог простит» (2013). В 2015 году на экран выходит фильм «Suburra», все композиции к которому написаны французским музыкальным проектом M83.
В апреле 2016 года вышел седьмой студийный альбом «Junk». Он получил меньшее распространение чем его предшественник, возможно из-за изменений в стиле группы. В записи альбома приняли участие приглашенные музыканты: Май Лан, Стив Вай, Susanne Sundfør, Бек и Джордан Лаулор. 14 августа 2017 года вышел клип на композицию Do It, Try It. 
5 сентября 2019 года был выпущен сингл Temple Of Sorrow» с видеоклипом. 20 сентября 2019 года вышел новый альбом группы DSVII. Энтони Гонсалес сказал, что альбом был вдохновлен видеоиграми 1980-х годов. Он также был вдохновлен саундтреками к научно-фантастическим и фэнтезийным фильмам десятилетия, а также синтезаторной музыкой Сьюзан Чани, Морта Гарсона, Брайана Ино и Джона Карпентера. Гонсалес записал альбом в период между 2017 и 2018 годами, используя только аналоговое оборудование, разделив сеансы между своей студией в Лос-Анджелесе и студией продюсера Джастина Мелдал-Джонсена в Глендейле, штат Калифорния.
Последняя работа издавалась в середине 2019 года под названием DSVII. Публикация исполнена в жанре electro и ambient, отличается умеренным темпом и нестандартной подачей. В поддержку также осуществляется крупный тур.

## Дискография
- M83 (2001 г.)
- Dead Cities, Red Seas & Lost Ghosts (2003 г.)
- Before the Dawn Heals Us (2005 г.)
- Digital Shades Vol. 1 (2007 г.)
- Saturdays = Youth (2008 г.)
- Hurry Up, We’re Dreaming (2011 г.)
- Junk (2016 г.)
- DSVII (2019 г.)
- Fantasy (2023 г.)

### Саундтреки
- OST Oblivion (2013)
- OST You and the Night (2013)
- OST Warm Bodies (2013)
- OST Grand Theft Auto V (2013)
- OST Under the Dome (Season 1, episode 7) (2013)
- OST Divergent (2014)
- OST The Gambler (2014)
- OST Beasts of No Nation (2015)
- OST Versailles (2015)
- OST Suburra (2015)
- OST Monster Voice (2016)
- OST Mister Robot (Season 3 — 4) (2017—2019)
- OST Knife + Heart (2019)
- OST Ragnarok (2020)

## Саундтреки к фильмам
- «Обливион» (США, 2013)
- «Встречи после полуночи» (Франция, 2013)
- «Нож в сердце» (Франция, 2018)
- «Сплетница» (США, 2007-2012)
- «Мистер Робот» (сериал) (США, 2015)
- «Охота на воров 2: Пантера» (США, 2025)
- « Виноваты звезды» (США, 2014)